# La Salvetat de Lauragués
La Salvetat de Lauragués (occità La Salvetat-Lauragais) és un municipi francès situat al departament de l'Alta Garona i a la regió d'Occitània.